# Wise River Ranger Station
La Wise River Ranger Station est une station de rangers dans le comté de Beaverhead, dans le Montana, aux États-Unis. Protégée au sein de la forêt nationale de Beaverhead-Deerlodge, elle est inscrite au Registre national des lieux historiques depuis le 2 août 2023.